# Erdélyi Magyar Televízió
Az Erdélyi Magyar Televízió az egyetlen országos magyar nyelvű televízió Romániában. Létrehozója a Janovics Jenő Alapítvány.

## Működése
Az Erdélyi Magyar Televízió 2008. szeptember 15-jén lépett ki az éterbe, kísérleti adást sugározva, egy marosvásárhelyi, földfelszíni frekvencián, de adásuk leginkább csak Marosvásárhelyen és környékén volt fogható, 2010. május 17-től már országszerte nézhető, azóta pedig műszaki szempontból az első tíz romániai televízióadó közé került. Az Erdély TV jelenleg Románia legnagyobb magyar nyelven sugárzó televíziója, amely 24 órás adásidővel rendelkezik, változatos kínálatában a napi rendszerességgel sugárzott hírműsorok mellett szociális, kulturális, politikai, gazdasági, vallásos, valamint életmód tematikájú magazinműsorok egyaránt helyet kapnak. Műsorai olyan felületet jelentenek, amelyen az erdélyi magyar társadalom a lehető leggazdagabb, legváltozatosabb valóságában mutathatja meg önmagát.
Az Erdély TV fiatal, dinamikus munkaközösségét csaknem 100 fő alkotja: állandó és bedolgozó munkatársai, tudósítói révén széles körben tud Erdély és tágabb környezetének mindennapjait, legfontosabb eseményeit, értékeit bemutatni.
A legfrissebb nézettségi adatok szerint csaknem 500 ezer nézőre becsülhető azok száma, akik napi vagy heti rendszerességgel követik az Erdély TV műsorait. A tévéképernyők mellett a műsorok elérhetőek az Erdélyi Magyar Televízió YouTube-csatornáján és a Facebook-oldalán. Az ország legnagyobb lefedettséggel rendelkező, magyar nyelven sugárzó televízióadójaként, az Erdély TV-nek félmillió hűséges nézője és 150 ezres online követőtábora van. Ezeken a felületeken HD minőségben jeleníti meg az erdélyi magyar élet történéseit.

## Sugárzási terület
Az Erdély TV az erdélyi magyar háztartások mintegy 90 százalékában van jelen, megtalálható a legnagyobb kábelszolgáltatók műsorcsomagjában, mindemellett több mint 90 helyi kábelszolgáltató kínálatában szerepel, egész Erdélyben.
Kábel DVB-C (Digital Video Broadcasting Cable ):
A Vodafone (volt UPC) hálózatban országos szinten: SD Pannonia csomagban
A Vodafone (volt UPC) hálózatban regionális szinten: HD Kovásna, Kolozs, Hargita, Brassó
megyében,
Az Orange hálózatban országos szinten: SD Hungarian csomagban
A Telekom hálózatban országos szinten: SD Hungarian csomagban
Az RCS-RDS hálózatban regionális szinten: Fehér, Beszterce, Kolozs, Kovászna, Harghita,
Szilágy, Maros, Szatmár, Bihar, Arad, Máramaros megyékben.
Helyi kábelszolgáltatók: több mint 90 helyi kis kábel TV, egész Erdélyben.

Műhold DTH (Direct-to-Home):
Telekom Románia DTH csomagban: Hellas Sat 2/3 műhold, 39°E, DVB-S: TP15, 12606V, SR
30000, FEC 7/8, SID 210, VPID 570, APID 670HU
Orange Romania DTH csomagban, Astra 5B, műhold, 31,5°E, DVB-S: TP40, 12480V, SR
30000, FEC 3/4, SID 8609, VPID 6091, APID 6092HU

## Műsorok
- 24plusz
- Hitélet
- Híradó
- Jó napot! Megjöttem...
- Kultúrcsepp
- Magyar Világ
- Metszet
- Mozaik
- Nőszemközt
- Ügy Félóra
- Üzenet szeretettel

Műsora az Interneten olvasható.